# Diceratias trilobus
Diceratias trilobus is een straalvinnige vissensoort uit de familie van diceratiden (Diceratiidae). De wetenschappelijke naam van de soort is voor het eerst geldig gepubliceerd in 1986 door Balushkin & Fedorov.